# 多倫 (明尼蘇達州)
多倫（英語：Doran）是一個位於美國明尼蘇達州威爾金縣的城市。

## 歷史
多倫的郵局於1892年成立，其後於1989年停運。此地得名自明尼蘇達州立法委員邁克爾·多倫。

## 人口
根據2020年美國人口普查的數據，多倫的面積為0.537平方千米，皆為陸地。當地共有人口36人，而人口密度為每平方千米67人。